# Józefowo (powiat gostyński)
Józefowo – osada w Polsce położona w województwie wielkopolskim, w powiecie gostyńskim, w gminie Piaski, w sołectwie Lipie.
W okresie Wielkiego Księstwa Poznańskiego (1815-1848) miejscowość wzmiankowana jako folwark Józefowo należała do wsi mniejszych w ówczesnym pruskim powiecie Krotoszyn w rejencji poznańskiej. Józefowo należało do okręgu borkowskiego tego powiatu i stanowiło część majątku Szelejewo, którego właścicielem był wówczas Józef Pruski. Według spisu urzędowego z 1837 roku folwark liczył 36 mieszkańców, którzy zamieszkiwali dwa dymy (domostwa).
W latach 1975–1998 miejscowość należała administracyjnie do województwa leszczyńskiego.